# Привързаност
Привързаността е съвкупност от връзките, които са се създали между бебето и майката на основата на усещанията и възприятията, които получава детето от майката и, обратно, майката от детето. От третия ден след раждането си кърмачето може да разпознава мириса на гърдата и врата на майката и да ги различава от тези на друга жена, която има дете на същата възраст. То е способно също да различава гласа ѝ, вкуса на кожата ѝ, докосванията на пръстите ѝ. Понятието „привързаност“ е въведено в психологията през 1959 г. от Джон Боулби (1907 – 1990) вследствие на трудовете на етолозите. Хари Харлоу показвал на млади макаки резус две заместващи майки: едната направена от тел, но с прикрепен към нея биберон с мляко, другата без биберон, но покрита с кожа. Маймуните-бебета се спускали към втората, предпочитайки контакта и топлината на козината пред млякото. Това наблюдение противоречи на психологическата теза, според която връзката с майката произтича от задоволяването на потребността от храна. Според Боулби няма съмнение, че привързаността е вроден процес, много механизми на който като викът, вкопчването, прегръщането, сученето са общи за детето и младия примат. Усмивката, която е характерна само за човека, е един от механизмите на привързаност, появяващи се много рано у новороденото. Теорията за привързаността постепенно се е обогатила и в наше време тя надхвърля двойката майка – дете като обхваща и другите членове на обкръжението.